# Гроливил (Јужна Каролина)
Гроливил (енгл. Greeleyville) град је у америчкој савезној држави Јужна Каролина.

## Демографија
По попису из 2010. године број становника је 438, што је 14 (-3,1%) становника мање него 2000. године.
| Група             | 2000.       | 2010.       |
| Белци             | 173 (38,3%) | 121 (27,6%) |
| Афроамериканци    | 263 (58,2%) | 302 (68,9%) |
| Азијати           | 4 (0,9%)    | 0 (0,0%)    |
| Хиспаноамериканци | 12 (2,7%)   | 12 (2,7%)   |
| Укупно            | 452         | 438         |